# الزاوي (بني سعد)

تعديل مصدري - تعديل

الزاوي هي إحدى قرى عزلة دير الشريف بمديرية بني سعد التابعة لمحافظة المحويت، بلغ تعداد سكانها 176 نسمة حسب تعداد اليمن لعام 2004.